# Нава, Рауль
Рауль Нава Лопес (исп. Raúl Nava López; 17 сентября 1990, Мехико, Мексика) — мексиканский футболист, нападающий клуба.

## Клубная карьера
Нава — воспитанник клуба «Толука». 5 октября 2010 года в матче против «Крус Асуль» он дебютировал в мексиканской Примере, выйдя на замену вместо Эктора Мансильи. 30 ноября в поединке против «Эстудиантес Текос» Рауль забил первый гол за «Толуку». В 2009 и 2010 годах Нава дважды стал чемпионом Мексики.
В 2012 году на правах аренды он перешёл в клуб «Тихуана». 28 июля в матче против «Леона» Нава дебютировал за новую команду. В «Тихуане» Рауль не был основным футболистом и лишь раз вышел на поле в стартовом составе. Несмотря на это он был причастен к историческому чемпионству клуба.
Летом 2013 года Рауль вернулся в «Толуку». В 2014 году он помог клубу выйти в финал Кубка чемпионов КОНКАКАФ и с семью мячами стал лучшим бомбардиром турнира. Летом 2015 года Нава перешёл в «Минерос де Сакатекас». 25 июля в матче против «Венадос» он дебютировал за новую команду. В начале 2018 года Рауль в поисках игровой практики перешёл в «Атланте», но не сыграв ни минуты за полгода, летом стал игроком гватемальского «Депортиво Истапа». 29 августа в матче против «Кобан Империал» он дебютировал в чемпионате Гватемалы.

## Достижения
Командные
 «Толука»
- Чемпионат Мексики по футболу — Апертура 2008

 «Тихуана»
- Чемпионат Мексики по футболу — Апертура 2012

Индивидуальные
- Лучший бомбардир Кубка чемпионов КОНКАКАФ — 2013/2014